# Lodhran (Distrikt)
Der Distrikt Lodhran ist ein Verwaltungsdistrikt in Pakistan in der Provinz Punjab. Sitz der Distriktverwaltung ist die gleichnamige Stadt Lodhran. Der Distrikt gliedert sich in die drei Tehsil Lodhran, Kahror Pakka und Dunyapur.
Der Distrikt hat eine Fläche von 1790 km² und nach der Volkszählung von 2017 1.700.620 Einwohner. Die Bevölkerungsdichte beträgt 950 Einwohner/km². Im Distrikt wird zur Mehrheit die Sprache Saraiki gesprochen.

## Geschichte
Lodhran wurde 1991 als separater Distrikt von Multan abgespalten.

## Geografie
Lodhran wird im Norden von dem Distrikt Khanewal begrenzt, im Süden von Bahawalpur, im Osten liegt der Distrikt Vehari und im Westen Multan. Der Fluss Satluj fließt durch den Distrikt.

## Demografie
Zwischen 1998 und 2017 wuchs die Bevölkerung um jährlich 1,97 %. Von der Bevölkerung leben ca. 43 % in städtischen Regionen und ca. 57 % in ländlichen Regionen. In 262.650 Haushalten leben 862.663 Männer, 837.873 Frauen und 84 Transgender, woraus sich ein Geschlechterverhältnis von 103 Männern pro 100 Frauen ergibt und damit einen für Pakistan üblichen Männerüberschuss.
Die Alphabetisierungsrate in den Jahren 2014/15 bei der Bevölkerung über 10 Jahren liegt bei 53 % (Frauen: 40 %, Männer: 65 %) und liegt damit unter dem Durchschnitt der Provinz Punjab von 63 %.
| Jahr | Einwohnerzahl |
| ---- | ------------- |
| 1972 | 558.793       |
| 1981 | 739.912       |
| 1998 | 1.171.800     |
| 2017 | 1.700.620     |